# 陳玉慧
陳玉慧（英語：Jade Y. Chen，1957年7月8日—），臺灣作家、電影導演及編劇，現旅居歐洲。

她在1992年出版《徵婚啟事》，該小說曾被改編為舞台劇、電影及電視連續劇。她曾以小說《海神家族》獲得台灣文學金典獎及紅樓夢獎決審團獎。她也曾擔任《聯合報》駐歐洲特派員並於國際媒體撰寫專欄文章。近年轉行任電影導演。

## 生平

### 早年生活
陳玉慧出生於臺中縣大雅鄉，祖籍廣東東莞，父親是公務員，母親為家庭主婦。她成長於新北中和，並自就讀高中時開始接觸西方文學理論和哲學，也曾投稿於學校出版的刊物。
大學時她開始創作散文並投稿於《自立晚報》副刊及《三三集刊》等處，並曾為《時報雜誌》撰寫時事評論；當時，她就讀於中國文學系，同時自修英文和法文，並對電影及戲劇感興趣。

### 職業生涯
後來，她前往巴黎就讀於社會科學高等學院語言系及歷史系，並師從Jacques Lecoq、Lerge Martin、Philippe Gaulier等學習表演；當時，她曾參與西班牙Theatre Buffons劇團巡迴演出，並隨後與Anne See在紐約外外百老匯合作薩繆爾·貝克特的無言劇《Acte Sans Paroles》。她也在1983年於法國陽光劇團在亞莉安·莫虛金門下實習導演。
1990年代，她開始擔任《聯合報》駐歐洲特派員。
此外，她也曾擔任大型文化活動策展人、不定期為德文媒體撰稿、籌劃影視劇本以及導演電影、執教於文化大學戲劇系和蘭陵劇坊、擔任《中國時報》駐紐約記者、擔任《歐洲日報》(Europe Journal)法文翻譯等。

## 爭議

### 要求外交官幫忙搬家
2017年9月，陳玉慧表示自己在搬家時，想把書捐給慕尼黑大學，要求駐德國台北代表處幫忙搬書被拒絕，因而批評駐德國台北代表處，引發爭議。陳在事後刪文且不對外回應。

## 作品

### 小說

#### 短篇小說集
- 2004 你今天到底怎麼了 二魚文化
- 2017 感情世界In the Name of Love 凱特文化

#### 長篇小說
- 1992 徵婚啟事 遠流 2002年二魚文化再版 2009年印刻再版 2014年漫步文化二十五週年再版
- 1994 深夜走過藍色的城市 遠流
- 2000 獵雷：一個追蹤尹清楓女記者的故事 聯合文學
- 2004 海神家族Mazu's bodyguards 印刻 2008年德文版Die Insel der Göttin[3] 2009年印刻再版 2011年日文版女神の島[4]
- 2009 CHINA 印刻 後改名為瓷淚 2014年德文版Die Tränen des Porzellans[5]
- 2010 書迷Stalker 本事文化[6]
- 2014 幸福之葉The Merry Leaf 印刻
- 2016 撒哈拉之心Echo 大塊文化
- 2019 德國丈夫A German Husband 印刻
- 2021 我們（還在初戀的島上） 時報出版
- 2022 布萊梅失蹤Missing sister In Bremen 時報出版

### 散文
- 1987 失火 三三書坊 1990年三三書坊再版
- 1997 我的靈魂感到巨大的餓 聯合文學
- 2001 你是否愛過？ 聯合文學
- 2002 巴伐利亞的藍光：一個台灣女子的德國日記 二魚文化
- 2004 我不喜歡溫柔（因為溫柔排除了激情的可能） 大田
- 2005 遇見大師流淚 大田
- 2006 陳玉慧精選集 九歌
- 2006 我的抒情歐洲 大田
- 2007 德國時間Time in Germany 大田
- 2008 慕尼黑白München leuchtet 印刻
- 2011 巴黎踢踏透Paris, Tic Tac Toe 聯合文學
- 2012 依然德意志 印刻
- 2012 找回無條件的愛 天下文化
- 2014 時代的摺痕 天下文化
- 2015 此刻有誰在世上某處走 遠足文化
- 2015 往昔，如果我記憶清晰 遠足文化
- 2017 日記藍The Blue Hour 凱特文化
- 2022 讀女人Reading Women 時報出版

### 舞台劇
- 謝微笑
- 山河歲月
- 大路
- 那年沒有夏天
- 1990 戲螞蟻
- 誰在吹口琴
- 1991 離華沙不遠
- 祝你幸福
- 奧蘭朵
- 2009 海神家族[7]
- 2012 華格納大爆炸[8]

### 電影
- 2018 愛上卡夫卡Looking for Kafka

## 獲獎與榮譽
- 2004 第一屆紅樓夢獎決審團獎-《海神家族》
- 《聯合報》最高榮譽特別貢獻獎
- 中華民國新聞評議委員會傑出新聞人員獎
- 2007 台灣文學館金典獎台灣文學獎-《海神家族》
- 2015 「小說引力：華文國際互聯平台2001-2015華文長篇小說20部：臺灣」第3名-《海神家族》[9]

## 外部連結
- 陳玉慧的Facebook專頁
- 陳玉慧-UDN部落格 （页面存档备份，存于）
- 陳玉慧的世界之窗-非常木蘭 （页面存档备份，存于）
- 陳玉慧·柏林-今日信報副刊